# Benton & Bowles
Benton & Bowles est une agence de publicité américaine, fondée par Chester Bowles et William Benton en 1929. 
Elle était la 6e plus grande agence publicitaire au monde en 1935.
L'agence a contribué à l'essor de la radio à l'époque, Benton & Bowles ayant popularisé les soap opera radiophoniques pour promouvoir les produits de leurs clients.
Benton & Bowles a fusionné avec D'Arcy-MacManus Masius en 1985, puis avec Leo Burnet, pour finalement être racheté par Publicis.